# Mazada
Mazada (ros. Мазада) – wieś w Rosji, w Dagestanie, w rejonie tlaratińskim. W 2010 liczyła 195 mieszkańców, głównie Awarów.